# Starlette et Stella
Pour les articles homonymes, voir Stella.
Starlette (Satellite de taille adaptée avec réflecteurs laser pour les études de la terre) et Stella sont deux petits satellites français identiques à vocation géodésique. Ces satellites développés par le Centre national d'études spatiales (CNES) sont lancés respectivement en 1975 et 1993.

## Objectifs
Starlette et Stella sont utilisés pour mesurer les variations du champ gravitationnel terrestre, tant statiquement (variation du champ gravifique en fonction du lieu) que dynamiquement (variations du champ gravifique en fonction du temps liées aux forces de marée). 

## Caractéristiques techniques
Les deux satellites ont des caractéristiques identiques. De petite taille et de forme sphérique (24 centimètres de diamètre), ils ont une densité importante (masse de 48 kg pour Starlette et 47 kg pour Stella). Ces deux caractéristiques limitent l'influence de l'atmosphère résiduelle (freinage atmosphérique) sur l'orbite qui n'est influencée pour l'essentiel que par les variations du champ gravifique. Les satellites sont complètement passifs mais ils sont équipés de 60 rétroréflecteurs coins de cube dont le rôle est de renvoyer vers leur origine les tirs laser provenant de stations au sol (comme celle de l'observatoire de la Côte d'Azur) qui servent à déterminer avec précision l'orbite suivie (mesure du temps de parcours de photons) et donc les changements opérés par les irrégularités du champ de gravité ,.

## Déroulement des missions
Les deux satellites sont placés en orbite terrestre basse (environ  800 kilomètres) au-dessus de l'atmosphère résiduelle. Alors que Starlette est placé sur une orbite avec une inclinaison orbitale de 49,82°, Stella circule sur une orbite polaire (inclinaison 98,68°). Starlette lancée le 6 février 1975 par un lanceur Diamant-BP4 depuis le Centre Spatial Guyanais à Kourou. Stella est lancé depuis Kourou par un lanceur Ariane 4 le 26 septembre 1993 en même temps que Spot 3, Healthsat 2, Kitsat 2,  Eyesat, Itamsat, Posat 1. Dans les années 1980, Starlette permet de mettre au point un modèle de marées océaniques global.